# スウィートラブ・シューター
『スウィートラブ・シューター』（原題：鬥牛,要不要、英文：Hooping Dulcinea）は台湾のテレビドラマ。
2007年11月18日から2008年3月9日まで中華民国の台湾電視公司で放送された。日本では2009年2月19日から2009年8月13日までBS日テレで放送された。1話〜6話は21時から放送、7話以降は23時から放送に変更になった。

## あらすじ
バスケットコート・地十三街の使用権を巡り、長年対立している東上学院と藍地学院。10連覇がかかる東上学院バスケチームは、大富豪の跡継ぎ・シェン・ルオハーがリーダーとなり絶大な人気を誇り、マスコミからも注目を集めていた。10回目の試合当日、東上ファンで極道一家の一人娘・イー・ションシュエは、ルオハーが乗った車に轢かれそうになる。しかし、悪びれる様子の無いルオハーに怒ったションシュエの仲間が、彼の車のタイヤに穴を開けたことが元で、ルオハーは試合開始時間に遅れ、東上学院は試合に負けてしまう。ションシュエは、その敗戦に怒り、直接ルオハーに抗議すべく、東上学院に入学するのだった。

## サブタイトル
全26話
| 各話   | サブタイトル               | 放送日        |
| ------ | -------------------------- | ------------- |
| 第1話  | 10年目の敗退               | 2009年2月19日 |
| 第2話  | 私、転校します!            | 2009年2月26日 |
| 第3話  | 男の対決!?                 | 2009年3月5日  |
| 第4話  | 地十三街を手に入れろ       | 2009年3月12日 |
| 第5話  | 大切なものは何?            | 2009年3月19日 |
| 第6話  | 偽りのデート               | 2009年3月26日 |
| 第7話  | 届かぬ思い                 | 2009年4月2日  |
| 第8話  | イー家秘伝の湯は混浴?      | 2009年4月9日  |
| 第9話  | 後半戦の恋の始まり         | 2009年4月16日 |
| 第10話 | 望まぬ政略結婚             | 2009年4月23日 |
| 第11話 | 最後のデート               | 2009年4月30日 |
| 第12話 | もうひとつの出会い         | 2009年5月7日  |
| 第13話 | 迫られた選択               | 2009年5月14日 |
| 第14話 | 言えない決意               | 2009年5月21日 |
| 第15話 | 恋の勝負は1対1             | 2009年5月28日 |
| 第16話 | ツーツォンの父の死の真相   | 2009年6月4日  |
| 第17話 | この恋は放棄しない!        | 2009年6月11日 |
| 第18話 | 雪森林での危機             | 2009年6月18日 |
| 第19話 | 恋は混戦模様               | 2009年6月25日 |
| 第20話 | コートに降った雪           | 2009年7月2日  |
| 第21話 | 始まりも終わりもコートから | 2009年7月9日  |
| 第22話 | ション家、父と子の断絶     | 2009年7月16日 |
| 第23話 | 短い駆け落ち               | 2009年7月23日 |
| 第24話 | 乗り越えるべき壁           | 2009年7月30日 |
| 第25話 | 新社長の発表               | 2009年8月6日  |
| 第26話 | お前に完敗!                | 2009年8月13日 |

## キャスト
| 役名                          | 俳優名                          |
| ----------------------------- | ------------------------------- |
| シェン・ルオハー （沈若赫）   | 賀軍翔 （マイク・ハー）         |
| イー・ションシュエ （伊勝雪） | Hebe （ヒビ、S.H.E）            |
| チン・ツーツォン （金子聰）   | 李威 （リー・ウェイ）           |
| イー・チュエンウー （伊全武） | 検場                            |
| カオ・チエメイ （高潔美）     | 趙詠華 （シンディ・チャオ）     |
| ルンイー （潤乙）             | 張兆志 （チャン・チャオチー）   |
| アーチア （阿嘉）             | 張力仁 （チャン・リーレン）     |
| シェン・クオシェン （沈國琛） | 艾偉 （アイ・ウェイ）           |
| （沈老夫人）                  | 譚艾珍 （タン・アイジェン）     |
| ハー頭取 （賀總裁）           | 林秀君 （リン・シュウジュン）   |
| ハー・チエンナー （賀千那）   | 柯奐如 （クリスティン・クー）   |
| チャーカイ （徐哲凱）         | 黃柏鈞 （デニー・ホァン）       |
| ピーショウ （周必守）         | 亮哲                            |
| ローマ （ROMA）               | 丁春誠 （ディン・チュンチェン） |
| タンク （坦克）               | 高以翔 （カオ・イーシャン）     |

## スタッフ
- 監督 - 劉俊傑
- エグゼクティブプロデューサー - 陳玉珊、陳一俊

## 主題歌
オープニングテーマ
- 『鬥牛要不要』

歌 - TANK
エンディングテーマ
- 『最近還好嗎』

歌 - S.H.E

## ソフトウェア

### DVD
販売元はエスピーオー
- 「スウィートラブ・シューター DVD-BOX I」（2008年10月3日）
- 「スウィートラブ・シューター DVD-BOX II」（2008年11月5日）